# Alfredo Castillo (futbolista)
Alfredo Castillo, apodado como "La Muñeca", fue un deportista argentino que nació el 7 de septiembre de 1923 y falleció el 7 de febrero de 2005 en Mendoza, Argentina. 
Se destacó principalmente como futbolista jugando como delantero en Millonarios de Colombia, donde posee desde el año 1948 el récord de ser el máximo goleador en la historia del club con 133 goles oficiales. Además de ser futbolista Alfredo también incursionó profesionalmente en las disciplinas del básquetbol y el tenis.

## Legado deportivo
Su hijo, llamado igual que él Alfredo Castillo Jr, también fue futbolista, jugando para Independiente Rivadavia en la década de 1980.
Uno de sus nietos es Nicolás Castillo Rivadero quien ha jugado en la Liga Villamariense, Quinta División de Argentina. Debutó a los 19 años en 2015 jugando para el club Asociación Española, posteriormente jugó para la Unión Social. Otro nieto también llegó a jugar para Godoy Cruz de Mendoza.

## Trayectoria

### Inicios
Se inició en las divisiones inferiores del  Nacional Vélez Sarsfield Pacífico de la calle Perú, de donde pasó al entonces denominado Nacional de Mendoza, donde debutó en la primera división provincial en 1941. En 1944 integró el seleccionado mendocino que participaría en Buenos Aires en el campeonato nacional.

### Millonarios
Para 1946 es contactado por Alfonso Senior e ingresaría a la nómina del recién reestructurado club Millonarios de Colombia, debutando en el torneo de la Liga de Cundinamarca, entonces amateur.
Tras el inicio del profesionalismo en 1948, se convertiría en uno de los principales delanteros del equipo azul, incluso con la llegada de sus compatriotas Adolfo Pedernera, Alfredo Di Stéfano, Reinaldo Mourín y Antonio Báez en lo que dio inicio a El Dorado. Fue el autor del primer gol de Millonarios en la historia de la liga (15 de agosto de 1948 al Once Deportivo de Manizales) y fue el primer goleador del campeonato colombiano anotando 31 goles en el torneo de 1948. Ese mismo año consiguió los récords de 10 goles consecutivos (cinco en sendos juegos) y del mejor promedio goleador en toda la historia de la primera división colombiana (1,72 goles por partido). Posteriormente, anotaría el primer gol de la histórica victoria de Millonarios 4-2 sobre el Real Madrid en 1952, en el torneo de las Bodas de Oro del equipo español. Se retiró de Millonarios en 1957, convirtiéndose hasta el presente en el máximo anotador del equipo en toda su historia, con 133 goles en 175 encuentros oficiales.
Entre los equipos a los cuales le convirtió gol encuentran: Santa Fe (15), Independiente Medellín (15), Atlético Bucaramanga (12), Atlético Nacional (11), Sporting de Barranquilla (5).
Sumando goles en encuentros oficiales, la época amateur del fútbol colombiano y en amistosos, Alfredo anotó 303 goles al servicio de Millonarios en los 11 años que estuvo activo en el equipo. Paralelamente Alfredo fundó un bar en el centro de Bogotá, el cual funcionó hasta su retorno a la Argentina.

## Clubes
| Club                 | País      | Año       |
| -------------------- | --------- | --------- |
| Argentino de Mendoza | Argentina | 1941-1945 |
| Millonarios          | Colombia  | 1946-1957 |

## Carrera Deportiva
| Club        | País     | Temporada | Partidos ligas | Goles ligas |
| ----------- | -------- | --------- | -------------- | ----------- |
| Millonarios | Colombia | 1948      | 18             | 31          |
| Millonarios | Colombia | 1949      | 0              | 15          |
| Millonarios | Colombia | 1950      | 0              | 0           |
| Millonarios | Colombia | 1951      | 0              | 0           |
| Millonarios | Colombia | 1952      | 0              | 0           |
| Millonarios | Colombia | 1953      | 0              | 0           |
| Millonarios | Colombia | 1954      | 0              | 0           |
| Millonarios | Colombia | 1955      | 0              | 17          |
| Millonarios | Colombia | 1956      | 0              | 16          |
| Millonarios | Colombia | 1957      | 0              | 0           |
| Millonarios | Colombia | 1958      | 0              | 0           |

. En 1948, el renombrado futbolista ganó el botín de oro del torneo nacional con 31 goles convertidos en 18 partidos

## Palmarés
| Título                                              | Club                  | País                  | Año                   |
| Títulos profesionales                               | Títulos profesionales | Títulos profesionales | Títulos profesionales |
| --------------------------------------------------- | --------------------- | --------------------- | --------------------- |
| Campeonato colombiano                               | Millonarios           | Colombia              | 1949                  |
| Campeonato colombiano                               | Millonarios           | Colombia              | 1951                  |
| Campeonato colombiano                               | Millonarios           | Colombia              | 1952                  |
| Copa Colombia                                       | Millonarios           | Colombia              | 1952/53               |
| Campeonato colombiano                               | Millonarios           | Colombia              | 1953                  |
| Títulos amistosos                                   |                       |                       |                       |
| Campeonato Interdepartamental del fútbol Colombiano | Millonarios           | Colombia              | 1947                  |
| Trofeo Duelo de Campeones                           | Millonarios           | Colombia              | 1950                  |
| Trofeo Duelo de Campeones                           | Millonarios           | Colombia              | 1951                  |
| Copa Ciudad de Bogotá                               | Millonarios           | Colombia              | 1952                  |
| Trofeo Cancillería de España                        | Millonarios           | España                | 1952                  |
| Bodas de Oro del Real Madrid                        | Millonarios           | España                | 1952                  |
| Pequeña Copa del Mundo de Clubes                    | Millonarios           | Venezuela             | 1953                  |
| Trofeo Internacional Feria de Manizales             | Millonarios           | Colombia              | 1956                  |

## Distinciones individuales
| Distinción                                                                       | Fecha                     |
| -------------------------------------------------------------------------------- | ------------------------- |
| Goleador histórico de Millonarios (133 goles)                                    | Récord vigente desde 1948 |
| Goleador del Campeonato colombiano (31 goles)                                    | 1948                      |
| Autor del primer gol en el profesionalismo de Millonarios.                       | 1948                      |
| Autor del primer gol olímpico en el FPC.                                         | 5 de diciembre de 1948    |
| Primer jugador de nacionalidad Argentina en anotar gol en el FPC.                | 1948                      |
| Primer jugador de nacionalidad Argentina en anotar más de 100 goles en el FPC.   |                           |
| Primer jugador de nacionalidad Argentina en jugar más de 100 partidos en el FPC. |                           |